# Џејми Робертс
Џејми Робертс (енгл. Jamie Roberts; 8. новембар 1986) професионални је рагбиста и репрезентативац Велса који тренутно игра за премијерлигаша Харлеквинс.

## Биографија
Висок 193 цм, тежак 110 кг, Робертс је пре Квинса играо за Кардиф РФК, Кардиф Блуз и Расинг 92. За "змајеве" је до сада одиграо 73 тест мечева и постигао 45 поена. Играо је и за "лавове".